# José Antônio Moreira Filho
José Antônio Moreira Filho, segundo barão com grandeza de Ipanema ComC • ComNSC (Iperó, 27 de agosto de 1830 — Rio de Janeiro, 27 de fevereiro de 1899), foi um nobre e empresário brasileiro do ramo imobiliário, tendo sido sócio de José Luís Guimarães Caipora.

## Biografia
Filho de José Antônio Moreira, primeiro Barão, Visconde e Conde de Ipanema e de Laurinda Rosa Ferreira dos Santos. Casou-se com Luísa Rudge, deixando numerosa descendência por meio da qual instituiu o sobrenome composto Ipanema Moreira.
Comendador da Ordem Militar de Cristo e da Ordem de Nossa Senhora da Conceição de Vila Viçosa. Recebeu o baronato por decreto de 13 de maio de 1885 e grandezas por decreto de 5 de setembro de 1888. O título "de Ipanema" faz referência ao Rio Ipanema, às margens do qual foi erguida a Fábrica de Ferro de Ipanema, no interior de São Paulo.
Posteriormente, José Antônio Moreira Filho instalou-se na cidade do Rio de Janeiro, onde foi um dos principais responsáveis pela urbanização da Vila de Ipanema, atual bairro de Ipanema, cujo nome é homenagem à localidade de São João de Ipanema, hoje pertencente ao distrito de Bacaetava, município de Iperó, e que tinha esse nome por causa do Rio Ipanema que a banhava.
José Antônio Moreira Filho era também um grande proprietário de terras na região do atual bairro de Copacabana, ele teve um papel importante na urbanização da área, em sociedade com José Luís Guimarães Caipora.